# Fernstraßen-Bundesamt
Das Fernstraßen-Bundesamt (FBA) ist eine Aufsichts- und Genehmigungsbehörde auf Bundesebene der Bundesrepublik Deutschland für die Bundesautobahnen (BAB) und sonstigen Bundesfernstraßen mit Sitz in Leipzig. Die Errichtung erfolgte zum 1. Oktober 2018 als Obere Bundesbehörde im Geschäftsbereich des Bundesministeriums für Verkehr (BMV). Seit dem 1. Januar 2021 hat das FBA seine operative Arbeit aufgenommen. Erste Präsidentin des Fernstraßen-Bundesamtes ist seit dem 1. März 2020 Doris Drescher.

## Hintergrund
Im Zusammenhang mit der Neuordnung der Bund-Länder-Finanzbeziehungen wurde im Jahr 2017 eine Neuordnung der Bundesfernstraßenverwaltung beschlossen. Ein Ziel der Reform war es, dauerhaft eine leistungsfähige und sichere Infrastruktur mit bundesweit einheitlichen Qualitätsstandards für die Nutzer bereitzustellen und deren Betrieb sowie Erhalt so effizient wie möglich zu gestalten. Planung, Bau, Betrieb, Erhaltung, vermögensmäßiger Verwaltung und Finanzierung der Bundesautobahnen wurden aus der bisherigen Auftragsverwaltung von den Ländern auf den Bund überführt.
Das Gesetz zur Errichtung eines Fernstraßen-Bundesamtes (FStrBAG) trat am 18. August 2017 in Kraft. Das Bundesministerium für Digitales und Verkehr (BMDV) erließ einen Organisationserlass zur Errichtung des Fernstraßen-Bundesamtes. Das FBA  wurde am 1. Oktober 2018 als selbständige Bundesoberbehörde im Geschäftsbereich des heutigen Bundesministeriums für Verkehr (BMV, damals Bundesministerium für Verkehr und digitale Infrastruktur (BMVI)) errichtet. Bis zum 31. Dezember 2020 entwickelte ein Aufbaustab die Behörde mit ihrem Hauptsitz und die weiteren Standorten.
Die Bundesautobahnen gingen zum 1. Januar 2021 von der Auftragsverwaltung der Länder in die unmittelbare Bundesverwaltung über und die Autobahn GmbH des Bundes und das FBA haben ihre operative Arbeit aufgenommen. Der Bund plant, baut, betreibt, erhält und verwaltet seitdem die Bundesautobahnen allein, dazu bedient er sich des Unternehmens Die Autobahn GmbH des Bundes, einer Infrastrukturgesellschaft in der Rechtsform einer Gesellschaft mit beschränkter Haftung (GmbH).
Die hoheitlichen Aufgaben, die weder dem BMDV selbst obliegen noch der Autobahn GmbH des Bundes durch Beleihung zugewiesen werden, werden vom Fernstraßen-Bundesamt wahrgenommen. Soweit die Autobahn GmbH des Bundes mit hoheitlichen Befugnissen beliehen ist, obliegt dem FBA die Wahrnehmung der Rechts- und Fachaufsicht über die Autobahn GmbH.

## Aufgaben
Das Fernstraßen-Bundesamt ist im Einzelnen zuständig für die:
- Rechts- und Fachaufsicht über die hoheitlichen Aufgaben der Autobahn GmbH des Bundes,
- Linienbestimmung, Planfeststellung und Plangenehmigung von Bundesautobahn-Projekten des Bundes,

- Widmung, Umstufung und Einziehung nach § 2 Bundesfernstraßengesetz,
- Unterstützung des BMDV in Bezug auf die Bundesfernstraßen bei der
  - Wahrnehmung der Aufsicht über die Auftragsverwaltung der Länder,
  - Erarbeitung von Rechts- und Verwaltungsvorschriften,
  - zwischenstaatlichen Zusammenarbeit.

## Organisation
Das Fernstraßen-Bundesamt ist in vier Abteilungen mit vier bis fünf Referaten gegliedert:
- Abteilung P: Anhörungs- und Planfeststellungsbehörde BAB
- Abteilung S: Straßenrecht/Aufsicht
- Abteilung B: Bau- und Verkehrstechnik
- Abteilung Z: Zentralabteilung

## Standorte
Hauptsitz der Behörde ist Leipzig. Zudem hat das Bundesamt Standorte in Hannover, Bonn und Gießen. Am Hauptsitz entstehen rund 250 Arbeitsplätze; an den Standorten kommen insgesamt rund 150 hinzu.

## Dienstbehörde
Das Fernstraßen-Bundesamt besitzt derzeit (2025) 409,3 Planstellen.
Das Bundesamt ist auch Dienstbehörde für 834 Beamte, welche im Rahmen der Reform der Bundesfernstraßenverwaltung von den Ländern hierher versetzt und anschließend der Autobahn GmbH des Bundes zugewiesen wurden bzw. für die Aufnahme einer Tätigkeit als Tarifbeschäftigte bei der Autobahn GmbH vom FBA beurlaubt wurden. Das FBA vertritt hier den Bund in seiner Funktion als Dienstherr. Dem Fernstraßen-Bundesamt obliegen die personalwirtschaftliche Betreuung, statusrechtliche Entscheidungen, die Rechtsaufsicht über die Einhaltung der beamtenrechtlichen Bestimmungen durch Die Autobahn GmbH des Bundes sowie die Festsetzung und Anweisung der Dienstbezüge der Beamten.

## Auszeichnungen
Das Fernstraßen-Bundesamt gewann den E-Government-Preis 2022 in der Kategorie „Nachhaltigkeit durch Digitalisierung“ durch die Umstellung, das Etablieren und Optimieren von Auswahlgesprächen für Stellenbesetzungsverfahren in Form von Videokonferenzen.